# Justicia buchholzii
Justicia buchholzii är en akantusväxtart som först beskrevs av Gustav Lindau, och fick sitt nu gällande namn av I.Darbysh.. Justicia buchholzii ingår i släktet Justicia och familjen akantusväxter. Inga underarter finns listade i Catalogue of Life.